# Hubert Brosseder
Hubert Brosseder (* 29. März 1940; † 18. Oktober 2019) war ein deutscher römisch-katholischer Theologe, Pädagoge und Homiletiker.

## Leben
Nach einem Studium der Philosophie und Theologie promovierte Brosseder bei Erich Feifel an der Ludwig-Maximilians-Universität München. Als Mitarbeiter am dortigen Institut für Religionspädagogik und Homiletik war er dort anschließend in der Homiletikausbildung von Studenten tätig. Daneben qualifizierte er sich in Themenzentrierter Interaktion nach Ruth Cohn.
Lange Jahre war er bis zu seinem Ruhestand Geschäftsführer des Münchner Bildungswerks. Er war außerdem publizistisch und in der Erwachsenenbildung tätig und nahm einen Lehrauftrag an der Universität Eichstätt wahr.
Er war verheiratet und hatte zwei Kinder.

### Mitarbeit bei Projekten,  in Gremien und Vereinen
- Redaktion der Zeitschrift Der Prediger und Katechet
- Dozent bei Theologie im Fernkurs der Domschule Würzburg
- Freunde Abrahams e.V., Gesellschaft für religionsgeschichtliche Forschung und interreligiösen Dialog
- Mitbegründer der Reformbewegung „Konzil und Synode“ im Erzbistum München und Freising
- Volkshochschule Unterhaching e.V.

## Werke

### Publikationen in Buchform
- Das Priesterbild in der Predigt. Eine Untersuchung zur kirchlichen Praxisgeschichte am Beispiel der Zeitschrift "Der Prediger und Katechet" von 1850 bis zur Gegenwart, Erich Wewel Verlag, München 1978, (Zugleich Hochschulschrift, München, Universität, 01 - Fachbereich Katholische Theologie, Dissertation., 1977/78 unter dem Titel: Die homiletische Rezeption theologischer Inhalte am Beispiel des Priesterbildes in der Zeitschrift Der Prediger und Katechet von 1850 bis zur Gegenwart), ISBN  978-3-87904-079-7.
- (Hrsg.) mit Jürgen Werbick: Credo, Predigtentwürfe zum Apostolischen Glaubensbekenntnis (= Der Prediger und Katechet, 12. Jahrgang, Sonderheft) (= Wewelbuch, Band 74) Erich Wewel Verlag, München 1986, ISBN 978-3-87904-074-2.
- (Hrsg.) mit Konrad Baumgartner: Kasualpredigten. Band 1, München 1984, ISBN 978-3-87904-057-5.
- (Hrsg.) zusammen mit Ehrenfried Schulz, Heribert Wahl: Den Menschen nachgehen. Offene Seelsorge als Diakonie in der Gesellschaft. Hans Schilling zum 60. Geburtstag von Freunden, Schülern und Kollegen. Sankt Ottilien 1987, ISBN 3-88096-023-2.
- Neues liturgisches ABC. Texte zu den Gottesdiensten der 3 Lesejahre - für Kinder, Jugendliche und Erwachsene.(= Wewelbuch, Band 142) (= Der Prediger und Katechet, 128. Jahrgang, 1989. Sonderheft) Erich Wewel Verlag, München 1989, ISBN 978-3-87904-142-8.
- (Hrsg.) 3 x 7 Predigtreihen (= Der Prediger und Katechet, Jahrgang 130, Sonderheft) (= Wewelbuch, Band 143) Erich Wewel Verlag, München 1991, ISBN 978-3-87904-143-5.
- (Hrsg.) Abraham. Gestalten des Alten Testaments in Erwachsenenbildung, Predigt und Unterricht. Erich Wewel Verlag, München 1996, ISBN 978-3-87904-200-5.
- (Hrsg.) Josef. Gestalten des Alten Testaments in Erwachsenenbildung, Predigt und Unterricht.  Erich Wewel Verlag, München 1996, ISBN 978-3-87904-202-9.
- (Hrsg.) Jakob. Gestalten des Alten Testaments in Erwachsenenbildung, Predigt und Unterricht. Erich Wewel Verlag, München 1996, ISBN 3-87904-200-4.
- Der Anfang ist gemacht …, . unterwegs in neue Jahrtausend. (= Predigten mit Hintergrund) Erich Wewel Verlag, Donauwörth 2000, ISBN 978-3-87904-225-8.
- (Hrsg.) Denker im Glauben. Theologische Wegbereiter für das 21. Jahrhundert. (= Topos-plus-Taschenbücher, Band 391) Don Bosco Verlag, München 2001, ISBN 978-3-7867-8391-6.
- Christentum, Judentum, Islam. Feiertage und religiöse Tradition. (= Predigten mit Hintergrund) Erich Wewel Verlag, Donauwörth 2004, ISBN 978-3879043019.

### Beiträge in Sammelbänden
- Der weise Herrscher: Träume für die Zukunft, Tatkraft in der Gegenwart, Versöhnung mit der Vergangenheit (Konzeption eines biblischen Studientags zu Gen 37. 39–45). In: Hubert Brosseder: Josef. Gestalten des Alten Testaments in Erwachsenenbildung, Predigt und Unterricht. Erich Wewel Verlag, München 1996, ISBN 978-3-87904-202-9, S. 47–50.

### Zeitschriftenartikel
- Betlehem, nicht Jerusalem! (Predigt zum Vierten Adventssonntag – 24. Dezember 2006). In: Der Prediger und Katechet (PUK), 2007, Heft 1. online verfügbar.
- Ein hörendes Herz – das wäre ja traumhaft! (1 Kön 3,5.7–12) (Predigt zum Siebzehnten Sonntag – 27. Juli 2008). In: PUK, 2008, Heft 4 online verfügbar.
- Von Gottes Unermesslichkeit (Röm 11,33–36) (Einundzwanzigster Sonntag – 24. August 2008). In: PUK 2008, Heft 5. online verfügbar.
- Die Welt – christlich den Spagat wagen! (Joh 17,11b–19)(Predigt zum Siebten Sonntag der Osterzeit – 24. Mai 2009). In: PUL 2009, Heft 3 online verfügbar.
- Inständige Bitte um die Grenzöffnung des Herzens (Phlm 9b-10.12-16) (Predigt zum 23. Sonntag im Jahreskreis – 4. September 2016). In: PUK 2016, Heft 5 Online verfügbar.
- »Klare Kante«? (Mk 9,38–43.45.47–48) (Predigt zum 26. Sonntag im Jahreskreis). In: PUK 2016, Heft 5 Online verfügbar.
- Das kleine Betlehem: dort und damals – hier und heute (Predigt zum Vierten Adventssonntag – 23. Dezember 2018). In: PUK 2019, Heft 1.
- Die Friedenszumutung des Gottesknechts (Predigt zum Karfreitag – 19. April 2019). In: PUK 2019, Heft 3.
- Wenn einem die Botschaft nicht passt … (Predigt zum 7. Sonntag der Osterzeit – 2. Juni 2019). In: PUK 2019, Heft 4.
- Wer sagt zu mir: „Du bist ok!“? (Predigt zum 30. Sonntag im Jahreskreis – 27. Oktober 2019). In: PUK 2019, Heft 6.
- O Herr, nimm unsre Schuld (Rubrik: Das geistliche Lied). In: PUK 2020, Heft 3 Online verfügbar.

### Lexikonartikel
- Priesterbild, in LThK, 3. Auflage, 1999, Band 8, Spalte 572–573.